# Gurgy-la-Ville
Gurgy-la-Ville ist eine französische Gemeinde mit 26 Einwohnern (Stand 1. Januar 2022) im Département Côte-d’Or in der Region Bourgogne-Franche-Comté. Sie gehört zum Kanton Châtillon-sur-Seine und zum Arrondissement Montbard.
Nachbargemeinden sind Les Goulles im Nordwesten, Aubepierre-sur-Aube im Norden, Rouvres-sur-Aube im Osten, Gurgy-le-Château im Süden und Lucey im Westen. 

## Weblinks

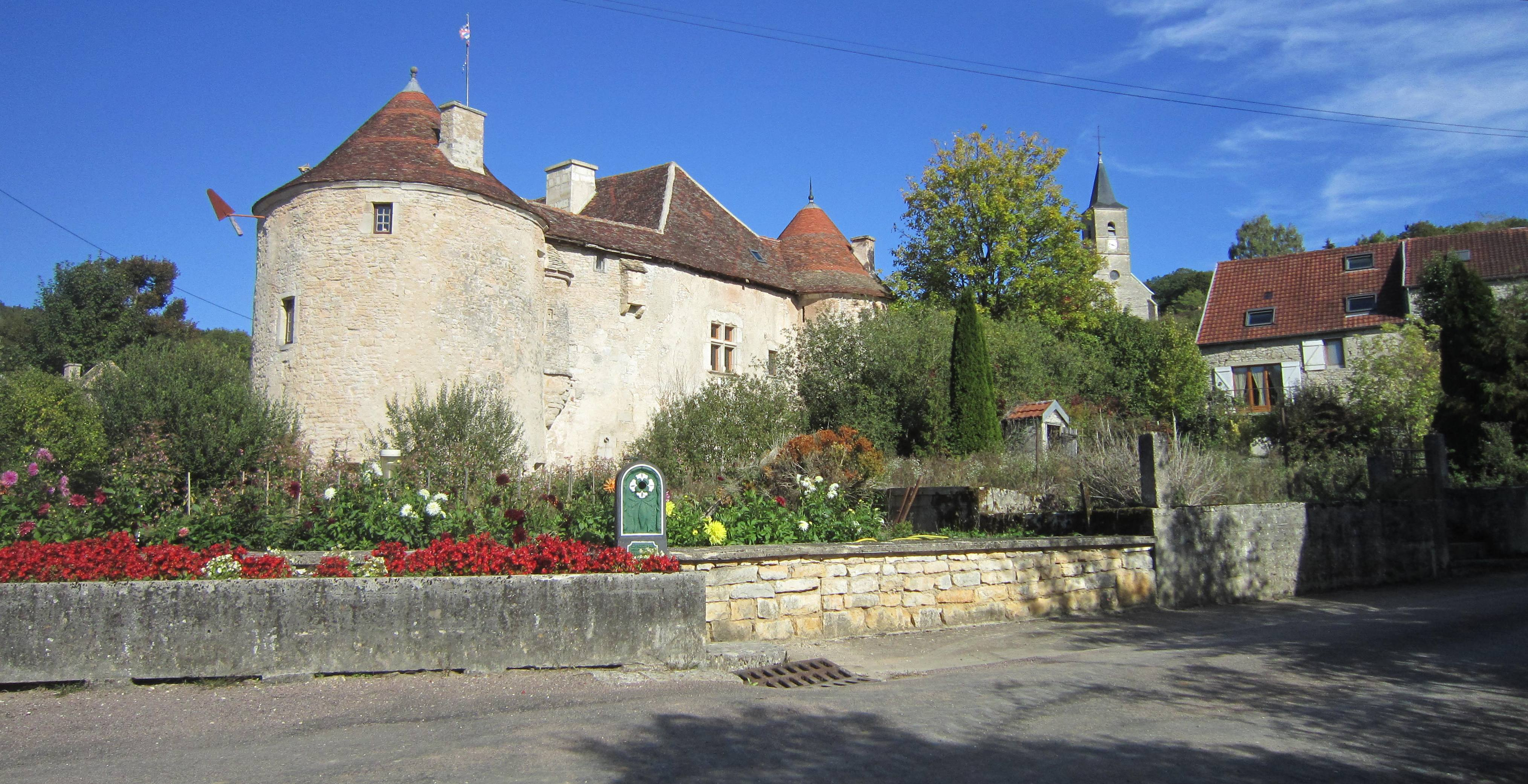
Schloss in Gurgy-la-Ville

## Bevölkerungsentwicklung
| Jahr                       | 1962 | 1968 | 1975 | 1982 | 1990 | 1999 | 2008 | 2015 |
| -------------------------- | ---- | ---- | ---- | ---- | ---- | ---- | ---- | ---- |
| Einwohner                  | 63   | 77   | 59   | 54   | 45   | 46   | 38   | 36   |
| Quellen: Cassini und INSEE |      |      |      |      |      |      |      |      |